# Jeeral, Gangawati
Jeeral là một làng thuộc tehsil Gangawati, huyện Koppal, bang Karnataka, Ấn Độ.